# アラナ・マスターソン
アラナ・マスターソン（Alanna Masterson、1988年6月27日 - ）はアメリカ合衆国・ニューヨーク州ロングアイランド出身の女優である。

## キャリア
アラナ・マスターソン は、母 キャロル・マスターソン と レバノン系オーストラリア人であり元プロラグビー選手（シドニー・ルースターズ、サウス・シドニー・ラビットーズ）であった父 ジョー・リーアッシ の間にニューヨークにて生まれた。
その後一家はニューヨーク州ロングビーチからロスアンジェルスへと移り住み、そこで育った。
アラナには兄 ジョーダン・マスターソン が居たが、彼は 1990年代から2000年代初頭にかけて人気テレビ番組に出演をしており、そのテレビに映る様子や撮影の裏側を見た経験が、彼女の演技に対する情熱の原点となった。
また他にもアラナには異父兄弟となる兄が二人おり（ダニー・マスターソン、クリストファー・マスターソン) 、彼らもまたアラナ達と同様、米国にて俳優業を営んでいる。
アラナ・マスターソン は 米AMC のテレビシリーズ ウォーキング・デッド の第4シーズンからタラ・チャンブラー役で出演し知名度を押し上げた。
この役柄は 第５シーズンからレギュラーメンバーとなり、第７シーズンからは メインキャラクターの一人としてクレジットされた。
またその The Walking Dead 撮影期間中である 2015年 11月4日、アラナは元ボーイフレンドであるブリック・ストーウェルとの間に未婚のまま女児（マーロウ: Marlowe）を授かっている。
2021年現在、アラナは異父兄弟である クリストファー・マスターソン と二人で Twitch にてゲーム実況配信（主に Call Of Duty）も行っている。(外部リンク・ChrisAndAlanna参照)

## フィルモグラフィ

### 映画
| 年   | 作品名                         | 役名                       | 備考         |
| ---- | ------------------------------ | -------------------------- | ------------ |
| 2011 | Peach Plum Pear                | ドーラ・ベル・ハッチンソン |              |
| 2018 | Afraid                         | アラナ・ミードーズ         |              |
| 2018 | 君はONLY ONE Irreplaceable You | サリー                     |              |
| 2019 | Naysayer                       | ミシェル                   | 短編映像作品 |

### テレビドラマ
| 年          | 作品名                                                                            | 役名                         | 備考                                                     |
| ----------- | --------------------------------------------------------------------------------- | ---------------------------- | -------------------------------------------------------- |
| 1994 – 1995 | ザ・ヤング・アンド・ザ・レストレス The Young and Restless                         | コレーン・カールトン         | 計2話出演                                                |
| 2001        | Definitely Maybe                                                                  | 役名不明                     | 計1話出演                                                |
| 2006        | マルコム in the Middle Malcolm in the Middle                                      | ヘイディ                     | 計1話出演                                                |
| 2008        | GREEK〜ときめき★キャンパスライフ Greek                                            | アラナ                       | 計1話出演                                                |
| 2009        | ターミネーター サラ・コナー・クロニクルズ Terminator: The Sarah Connor Chronicles | ゾーイ・マッカーシー         | 計1話出演                                                |
| 2009        | グレイズ・アナトミー 恋の解剖学 Grey's Anatomy                                    | ヒラリー・ボーイド           | 計1話出演                                                |
| 2010        | First Day                                                                         | アビー                       | 計7話出演                                                |
| 2012        | Park It Up                                                                        | ブレンダ                     | ゲスト出演                                               |
| 2013–2019   | ウォーキング・デッド The Walking Dead                                             | タラ・チャンブラー           | シーズン4-：サブ・キャスト シーズン5-9：メイン・キャスト |
| 2014        | Men at Work                                                                       | モピー・ヒップスター・ガール | 計1話出演                                                |
| 2016        | 溺れる女たち〜ミストレス〜 Mistresses                                             | リディア                     | 計8話出演                                                |
| 2018        | Younger                                                                           | キアラ                       | 計3話出演                                                |